# غيران (كيبك)
غيران (بالإنجليزية: Guérin, Quebec)‏ هي بلدية محلية في كيبيك تقع في كندا في بلدية مقاطعة تميسكامينغ الإقليمية ‏. يقدر عدد سكانها بـ 305 نسمة ومساحتها 206.70 كم2 .